# Sargon II (videogioco)
Sargon II è un videogioco di scacchi pubblicato nel 1979 per Apple II e TRS-80 e successivamente per Atari 8-bit, Commodore 64 e Ohio Scientific C8P 24K dalla Hayden Software.
La Commodore pubblicò una conversione su cartuccia per Commodore VIC-20 con il titolo Sargon II Chess. 
Secondo titolo della serie di Sargon, era un'evoluzione del primo Sargon, ma uscì per più piattaforme di grande diffusione.
Da Sargon II venne derivato Sargon 2.5, una versione sviluppata appositamente per le scacchiere elettroniche.
Il seguito Sargon III, del 1983, fu invece un programma riscritto da zero.

## Modalità di gioco
Il gioco è per un giocatore contro il computer a 7 possibili livelli di difficoltà. Il livello determina il tempo medio necessario al computer per effettuare una mossa, e corrisponde al numero minimo di future mosse e contromosse per le quali il computer analizza tutte le possibilità. Il tempo medio va da una risposta praticamente immediata al livello 0, ai 2 minuti del livello 3, fino alle 4 ore del livello 6. Il tempo effettivo però può anche ridursi a un terzo o triplicarsi rispetto a quello medio. Al diminuire del numero di pezzi in gioco, non si riduce il tempo di calcolo, ma piuttosto aumenta la profondità di analisi e l'abilità del computer. 
Si trattava comunque di tempi piuttosto rapidi per l'epoca, in proporzione all'abilità.
La scacchiera viene visualizzata bidimensionale. La grafica è in bianco e nero su Apple e TRS-80, a due colori impostabili dall'utente su VIC-20, e a più colori su Atari e C64, con pezzi bianchi e neri su scacchiera azzurra.
La scelta della propria mossa avviene tramite inserimento delle coordinate da tastiera; la versione per VIC-20 permette anche di utilizzare un cursore mosso dal joystick per effettuare le mosse.
L'elenco delle ultime mosse effettuate da entrambi i giocatori, a seconda delle versioni, viene mostrato a lato della scacchiera oppure in una schermata di solo testo a parte, visualizzabile a piacere.
Una funzione, detta Kibitz, permette di suggerire una buona mossa al giocatore, ma non è disponibile al livello 0 o nelle fasi iniziali della partita.
Il programma include un editor per comporre a piacere la disposizione iniziale dei pezzi. Si può accedere all'editor anche durante la partita, per modificare la situazione attuale; questo è anche l'unico modo per annullare una mossa fatta.
Non è possibile invece salvare la partita in corso.

## Competizioni
Già prima della sua pubblicazione commerciale, il motore scacchistico di Sargon II su una macchina relativamente modesta si comportò piuttosto bene al nono North American Open Computer Chess Championship del 1978, vincendo una partita contro Awit che era eseguito su un mainframe enormemente più potente e costoso.
Sargon II partecipò al campionato mondiale di scacchi per computer del 1980 classificandosi in quinta, settima e ottava posizione. Il motivo per cui sono presenti tre posizioni distinte è dato dal fatto che Sargon II partecipava nelle sue varie versioni, non solo come software ma anche come hardware (scacchiere elettroniche). Le tre versioni erano il Chafitz Modular Game System con Sargon 2.5 della Applied Concepts, Chafitz ARB Sargon 2.5 e Sargon II.